# Главна дирекция „Гражданска въздухоплавателна администрация“
Главна дирекция „Гражданска въздухоплавателна администрация“ (съкратено ГД ГВА) е юридическо лице на бюджетна издръжка към Министерството на транспорта, информационните технологии и съобщенията на Република България със седалище в София.
Чрез нея се осъществяват правомощията на министъра на транспорта по чл. 8, ал. 1 от Закона за гражданското въздухоплаване.

## Структура
Главната дирекция се състои от 3 дирекции:
- Дирекция „Авиационна безопасност“,
- Дирекция „Летища, авиационна сигурност и аеронавигационно обслужване“,
- Дирекция „Административно-правно обслужване и ФС дейности“.

Нейният ръководител е главният директор. Той я управлява и представлява, като в изпълнение на своите правомощия издава индивидуални административни актове и задължителни указания и разпореждания в съответствие с действащото законодателство. Главният секретар ръководи главната дирекция, координира и контролира дейността на администрацията в изпълнение на законните разпореждания на главния ѝ директор за точното спазване на нормативните актове.